# Mesochorus jacobus
Mesochorus jacobus är en stekelart som beskrevs av Schwenke 1999. Mesochorus jacobus ingår i släktet Mesochorus och familjen brokparasitsteklar. Inga underarter finns listade i Catalogue of Life.